# Klas Olofsson (poet)
Klas August Olofsson, född 5 december 1861 i Fristads socken, död där 1 februari 1942, var en svensk hembygdsforskare och poet.
Klas Olofsson var son till bonden Olof Andersson. Hans far dog tidigt och Klas fick då ta över gården Tubbekulla som i generationer tillhört familjen. Han var elev vid en handelskurs i Borås och studerade 1881-1882 vid Älvsborgs läns folkhögskola i Liared. Klas Olofsson var även kommunalpolitiskt aktiv, nämndeman i Vedens tingslag, kommunalnämndsordförande i Fristads landskommun och ledamot av Älvsborgs läns landsting 1898 och 1899. 1908 sålde han gården i Tubbekulla och flyttade i stället till Björksäter, även den gården i Fristads socken. Redan tidigt kom Klas Olofsson att intressera sig för den folkliga traditionen, och sedan han flyttat till Björksäter kom han mer systematiskt att börja göra folkminnesuppteckningar. Under många år kom han att publicera delar av det insamlade materialet i Borås Tidning och Westgöten. Han utgav senare Folkliv och folkminne i Ås, Vedens och Gäsene härader (två delar, 1928 och 1931). Klas Olofsson var även musikalisk och spelade flera instrument. Han var även aktiv som poet och utgav ett antal diktsamlingar. 1938 blev han korresponderade ledamot av Kungliga Gustav Adolfs Akademien för svensk folkkultur.